# Narine Abgarian
Narine Abgarian (în armeană Նարինե Աբգարյան; n. 14 ianuarie 1971, Berd, Republica Sovietică Socialistă Armeană, URSS) este o scriitoare și blogger armeano-rusă. The Guardian a numit-o unul dintre cei mai remarcabili autori din Europa în 2020.  
Provine dintr-o familie de intelectuali, bunicul patern fiind supraviețuitor al genocidului armean. 

## Biografie
Abgarjan a absolvit Universitatea de Lingvistică „Valeri Briusov” din Armenia. Ea locuiește la Moscova din 1993. Abgarjan a devenit cunoscuta în Rusia prin romanul Manjunja. Au urmat apoi romanele Manjunja scrie un roman fantastic și Manjunja, Aniversarea lui Ba și alte peripeții. Pe baza lor s-a realizat un serial TV de zece episoade pornind de la trilogia autoarei. 

## Publicații
- Manjunja (Манюня), roman, 2010.
- Манюня пишет фантастичЫскЫй роман (Manjunja scrie un roman fantastic), roman, 2011.
- Понаехавшая, roman, 2012.
- Манюня, юбилей Ба и прочие треволнения (Manjunja, Aniversarea lui Ba și alte peripeții), roman, 2012.
- Семён Андреич. Летопись в каракулях (Semyon Andreiich. O cronică în mâzgălituri). Istorie, 2012.
- Люди, которые всегда со мной, roman, 2014.
- С неба упали три яблока, roman, 2015.
- Счастье Муры, roman, 2015
- Зулали, nuvele, 2016
- Дальше жить, nuvele, 2018

### Cărți traduse în limba română
- Din cer au căzut trei mere, Editura Humanitas Fiction, colectie Raftul Denisei, traducătoare Luana Schidu, 2021, ISBN 978-606-779-856-2
- Simon, editura Humanitas fiction, 2023, colecție Raftul Denisei, traducătoare Luana Schidu, ISBN 978-606-097-210-5
- Viața e mai dreaptă decât moartea, Editura Humanitas Fiction, 2024, colecție Raftul Denisei, traducătoare Luana Schidu, ISBN 978-606-097-479-6

## Cărți pentru copii
- Maniunea, traducere din limba rusă de Anca-Irina Ionescu, București, Editura Frontiera, 2023, ISBN 978-606-8986-75-3
- Bunicul de ciocolată, coautor Valentin Postnikov,  carte pentru copii, Ilustrații de Marina Puzirenko, Traducere din limba rusă de Elena Drăgușin-Richard, Editura Humanitas Junior, 2024, ISBN 978-973-50-8430-1
- Bunicul de ciocolată: secretul vechiului cufăr, după o idee de Valentin Postnikov, Ilustrații de Irina Petelina, traducere din limba rusă de Elena Drăgușin-Richard, Editura Humanitas Junior, 2025, ISBN 978-973-50-8750-0

## Premii
- În 2010, romanul ei Manjunja a primit Premiul Național Rukopis Goda, „Manuscrisul anului”.